# Area 51: The Dreamland Chronicles
Area 51: The Dreamland Chronicles là một cuốn sách phi hư cấu năm 1997 viết về Khu vực 51 ở Nevada của David Darlington.

## Nhận định
Một bài đánh giá trên Bulletin of the Atomic Scientists đã gọi cuốn sách là "một dịch vụ thực sự" dành cho những độc giả quan tâm đến lịch sử ban đầu của trang web, nhưng cũng trách mắng tác giả vì đã tiêu khiển cho "những người tìm kiếm người ngoài hành tinh, những người bị sinh vật lạ bắt cóc một cách thảm khốc và tự chọn... những kẻ ham thích đĩa bay" mà hồ sơ đã "nhấn chì[m] bất kỳ cuộc điều tra hợp pháp nào về mức độ bí mật và độ to lớn của một khu phức hợp bị hạn chế mà chính phủ cần để tiến hành các hoạt động ngân sách đen". The A.V. Club gọi đó là "một tác phẩm sau cùng về địa điểm và nó giữ vững tâm lý tập thể của chúng tôi" và "tuyệt vời đều tay" đối với giới nghiên cứu UFO suy đoán về "điều bất khả thi về mặt vật lý".